# Konnacionalizmus
A konnacionalizmus a nacionalizmus és az internacionalizmus egyvelege. A konnacionalizmus az, amely a nemzetköziség eszméjével szemben a nemzetközösségi eszmén alapul, és az együttes nacionalizmust is jelenti, vagyis a nacionalizmusok és a nemzetek összefogását. Tulajdonképpen a nemzetekfelettiség egyfajta jobboldali, ultrajobboldali mellékága, és a nacionalizmus egyik „vadhajtásának” tekinthető annak bizonyos tulajdonságai nélkül. A nacionalizmus szélsőséges irányzatai gyakran vallják a kisebbségekkel szembeni tolerancia hiányát, a konnacionalista ideológia viszont jellegénél fogva nem küzd ilyen jellegű problémával.
A nacionalizmus, a sovinizmus és a patriotizmus közötti esetleges elmosódás itt nem jelentkezik, mivel a haza szeretete nem függ a nemzetiségtől, az ideológia pedig szemben áll a soviniszta eszmével.
A konnacionalizmus tehát egyfajta kettős kötődés: egyfelől nacionalista, másfelől viszont a nemzetek közötti együttműködést szorgalmazza.

## Magyar konnacionalizmus a két világháború között
A konnacionalizmus – szélsőjobboldaliságon belüli – fogalmát Szálasi Ferenc vezette be a politológiai-politikai köztudatba – a nemzetközösségi eszme érvényesítésére irányuló törekvés megnevezéseként. A konnacionalizmus – mint szó – a nemzetközösségi eszme érvényesítésére irányuló törekvés mellett – az együttes-közös nacionalizmus értelmét is kifejezi. Közkeletű tévedés, hogy a Szálasi-féle konnacionalizmus a Kárpát-medencében élő „nemzetek” (magyarság, szlovákság, ruszinság, románság, németség, szerbség) egységesítését tűzte volna ki célul. Ezzel szemben Szálasi megfogalmazása szerint „az egymásra utalt családok élet-, társ- és sorsközösségét a hungarista ideológiánkban Népnek nevezzük” és „az egymásra utalt népek élet- társ- és sorsközösségét hungarista ideológiánkban Nemzetnek nevezzük.” Ezt legkésőbb a konnacionalizmus fogalmának első használatától (megalkotásától) fogva így értelmezte, vagyis az Út és Cél című ideológiai alapvetésének 1938-as megjelenésétől fogva. Ezek alapján a klasszikus magyar nemzetkoncepciót vitte tovább, amennyiben egy politikai nemzetről (Hungarista Nemzet) beszélt, amelyet kultúrautonómiával bíró népcsoportok, vagyis (elképzelése szerint) egymásra utalt honképes és talajgyökeres népek alkotnak a magyar vezetőnép irányítása alatt. A konnacionalizmus pedig az ilyen értelemben vett politikai nemzetek közötti nemzetközösség szervező elve, vagyis az egymásra utalt nemzetek élet-, társ-, és sorsközössége. Például (ugyancsak elgondolása szerint) a hitlerista Németország, a fasiszta Itália, és a hungarista Magyarország között fennálló kapcsolatokat szervező elv.
A konnacionalizmus természeténél fogva elveti a sovinizmust.

## További típusai
- Pánszlávizmus
- Illirizmus

A konnacionalizmus a legtöbb esetben irredentizmus is, a területi igényeket nemzetiségi összetartozás, vagy történeti jog címén kívánja érvényesíteni.

## Problémái
A nacionalizmus szerint a nemzeteket megilleti az államalkotás joga, a konnacionalista ideológia ezt nem tartja szükségesnek, így ellentmod a nacionalizmus egyik kitételének. Viszont nem ért egyet az internacionalizmus antinacionalizmusával sem, mivel a nemzetet előtérbe helyezi más értékekkel szemben, az államalkotás joga, a nemzetállam kívánalma nélkül.
A konnacionalizmus így tulajdonképpen egy alternatíva a sovinizmusra hajlamos nacionalizmus és a kozmopolitizmusra hajlamos internacionalizmus között.
A megvalósult konnacionalizmusok (pánszlávizmus, csehszlovák állam) a gyakorlatban nem vették figyelembe az összes nemzet kívánalmait, ezért gyakran egy adott nemzet vezető szerepe érvényesült.
A délszláv államban a szerb, a csehszlovákban pedig a cseh.
A magyar konnacionalizmus nem került megvalósításra.